# All Nightmare Long
«All Nightmare Long» és el trenta-unè senzill de la banda estatunidenca Metallica, presentat segon senzill de l'àlbum Death Magnetic el 15 de desembre de 2008.
La lletra d'aquesta cançó torna al costum de Metallica d'homenatjar els Mites de Cthulhu, i aquest concretament fa referència a Els gossos de Tíndalos de Frank Belknap Long. Té una estructura particular deguda a la seva velocitat i intensitat constant, i un so força thrash que recorda als inicis de la banda.
El videoclip fou dirigit per Roboshobo (Robert Schober) i estrenat el 7 de desembre de 2008 a través del propi lloc web oficial i Yahoo! Video. La banda no apareix al videoclip i de fet, la història és alternativa a la cançó en forma de documental paròdic (mockumentary). Representa una seqüència d'esdeveniments ficticis després dels històrics esdeveniment de Tunguska (1908), on els científics soviètics descobreixen espores d'un organisme extraterrestre que pot reviure els morts, una cosa petita inofensiva que s'assembla a un cuc blindat. Quan s'injecten en un filet, es comença a moure. Després, es prova amb un persona viva en una ferida oberta al braç qué al posar amb un bastó de algodó, es cura rápidament en vuit hores, i després ho injecten en un gat mort fa setmanes, reviu. Pero, quan les espores es perden i s'exposen massa a una bomba nuclear, acaba donant resultats agressius (demostrat quan ho injecten en una granota). Després, quan es comença la Segona Guerra Mundial, es comença a preparar un plan en contra dels Estats Units. Per tant, s'envien les espores cap als Estats Units amb la ajuda d’un globus aerostatic i després d’un intent fallat de parar-ho, les espores es solten, els morts del país sencer reviuen i es comença a produir un apocalisi de zombis.
La cançó fou inclosa en el pack Death Magnetic com a contingut descarregable disponible pel videojoc musical Guitar Hero III: Legends of Rock, sent una de les més complicades. Posteriorment fou importat a altres títols de la saga, i evidentment al títol dedicat a Metallica Guitar Hero: Metallica.

## Llista de cançons
| 1. | «All Nightmare Long»            | 7:58 |
| 2. | «Wherever I May Roam» (directe) | 6:37 |
| 3. | «Master of Puppets» (directe)   | 8:20 |

| 1. | «All Nightmare Long»       | 7:58 |
| 2. | «Blackened» (directe)      | 6:29 |
| 3. | «Seek & Destroy» (directe) | 7:45 |

| 1. | «All Nightmare Long»                  | 7:58  |
| 2. | «Berlin Magnetic» (documental)        | 31:51 |
| 3. | «Rock Im Park "Containter" Rehearsal» | 14:46 |